# 萬木善之
萬木 善之（まんき よしゆき、1973年6月28日 - ）は、フラワーデザイナー。岡山県笠岡市出身。

## 略歴
実家は花屋でそこの長男として誕生。大学卒業後、専門学校に通いフラワーアートを学ぶ。その後スウェーデン等ヨーロッパ各国で腕を磨く。帰国後は出身地の笠岡市の生花店「フローリスト萬」に所属し、そこを拠点に置いている。
日本スケート連盟の依頼でフィギュアスケートの大会で選手に贈るメダリストブーケ作りを始める。2014年現在ではNHK杯国際フィギュアスケート競技大会など日本国内で開かれる多くの国際大会でブーケ作りを担当している。
その他、高校時代の先輩からブーケ作りを頼まれた事がきっかけで、地元産の野菜を使ったブーケを作る事を思いつく。その野菜ブーケが町おこしに役立つかもしれないと考え、食育の一環として笠岡市内の子ども達を対象に野菜ブーケ作りを教え始める。それらの功績により、2013年に若手経営者を顕彰する「オカヤマアワード」を受賞した。　
同年、『ブーケの達人』による岡山県の中小企業経営革新制度の承認を受ける。
2014年　第3回キラリ☆輝くOkayama小売店大賞受賞。また月刊プラザ岡山による「21世紀岡山の100人」にも選出される。
近年では苔にも注目し、自称「苔アーティスト」としても活動。コケについては以前より形成のしやすさなどから作品に取り入れていたとのこと。その後笑いを狙おうと、車体に乾燥コケを貼り付けた車を作るなどをしている。ほかにも自称「笑いタイアーティスト」として、コケや花で作ったネクタイという作品もある。
2016年　晴れの国おかやまデスティネーションキャンペーン2016で花の駅をプロデュース。世界でたった一つの花でラッピングされたフラワーポストを製作、お花でラッピングされた車、フラワーカー（車にポピー）をデザインし、話題を呼んだ。
2019年　花屋で個展を開催、お花屋さんが観光地になるをテーマに　「ZOO ZOO TOWN～小さな花屋の動物園」を展開し、話題を呼ぶ。
2020年　石田製帽とコラボレーションし、8/10（ハットの日）に花と帽子の芸術か？萬木善之としてデビュー　花と帽子の個展を開催しました。
2021年　RSK山陽放送 新社屋オープン記念フラワーチャレンジにて新社屋のエントランスをSDGｓ×フラワーデザインの作品を展示
2022年　晴れの国おかやまデスティネーション2022　キャンペーンで青いフラワーポストを製作
2023年　小さなお庭をイメージした、オーナメント「miniwa～小さなきになる庭～」を本格的に展開し始めまた。
2024年　miniwa×Golf　『miniwaGolf』としてジャパンゴルフフェアに初出展し、お花とGolfのコラボレーションを実現し、業界でも話題になる。https://www.japangolffair.com/exh_list_dtl/booth/detail/?v=0gmR1StHrnEKYOIdXeityw%3D%3D

## 主なテレビ出演
- 温たいむ（岡山放送）「野菜ブーケ」
- 岡山ニュースもぎたて!（NHK岡山放送局）「メダリストブーケに思いを込めて」　2011年10月21日（金）放送
- OHKスーパーニュース（岡山放送）「メダリストブーケ」
- TSSスーパーニュース（テレビ新広島）「植物の力で人を笑顔に」
- 大阪ほんわかテレビ（読売テレビ）「世界でたった一人の珍植物アーティスト」
- メッセージ（山陽放送）「花で笑わせたい　あるフローリストの挑戦」
- そ～だったのかカンパニー（テレビ新広島）
- Newszero(日テレ)
- Degin code (テレ朝)
- アメージパング(TBS)
- ぎゃっぷ人(日テレ)
- 金バク(OHK)　お宝認定
- voice love(RSK)
- ひろしま満点ママ(TSS)　　　 ラジオ
- Honda mile Mission
- ラジオ深夜便（NHK）